# Хлопчик-мізинчик (персонаж)
Хлопчик-мізинчик, або Том Там (англ. Tom Thumb) — персонаж англійського фольклору. 1621 року опубліковано першу казку за його участі — «Історія про Хлопчика-мізинчика». Хлопчик був зростом не більшим за пальчик, однак пережив багато пригод, зокрема те, як його проковтнула корова, зустріч з велетнями та здобуття прихильності у короля Артура. Ранні алюзії на Хлопчика-мізинчика зустрічаються у багатьох творах XVI століття, зокрема у «Відкриття чаклунста» (1584) Реджінальда Скота, який згадав Хлопчика-мізинчика як одного з надприродних персонажів, якими служниці лякали дітей. Згідно з загальною думкою, у Тетерсалі (графство Лінкольншир, Англія) знаходиться будинок і могила Хлопчика-мізинчика. 
Хлопчик-мізинчик став головним персонажем однойменної казки Шарля Перро, який помістив її до збірки «Казки матінки моєї Гуски, або ж історії та оповідки минулих часів з повчальними висновками» (1697). Хлопчик-мізинчик також з'являється у двох казках братів Грімм — «Хлопчик-мізинчик» та «Мандрівка хлопчика-мізинчика», які увійшли до збірки «Дитячі та сімейні казки».
Хлопчик-мізинчик також фігурує у п'єсі Генрі Філдінга «Хлопчик-мізинчик» (1730), що слугувала доповненням до його «Авторського фарсу». 1731 року твір значно розширено і видано під назвою «Трагедія з трагедій, або Життя і смерть величного Хлопчика-мізинчика».
У XVIII столітті, коли почали масово видавати книжки для дітей, світ побачили «Пісенник Хлопчика-мізинчика» (1744) та «Маленька книжечка історій про Хлопчика-мізинчика» (пр. 1760), авторство яких приписувалося самому Хлопчику-мізинчику. У середині XIX століття легенди про Хлопчика-мізинчика стали часто модифікувати, надаючи їм моралістичний відтінок (видання Шарлотти Мері Янг). Однак, 1863 року Діна Крейк у своєму виданні відмовилася викидати присутні у розповіді вульгарності.